# Tumbas de los Reyes (Pafos)

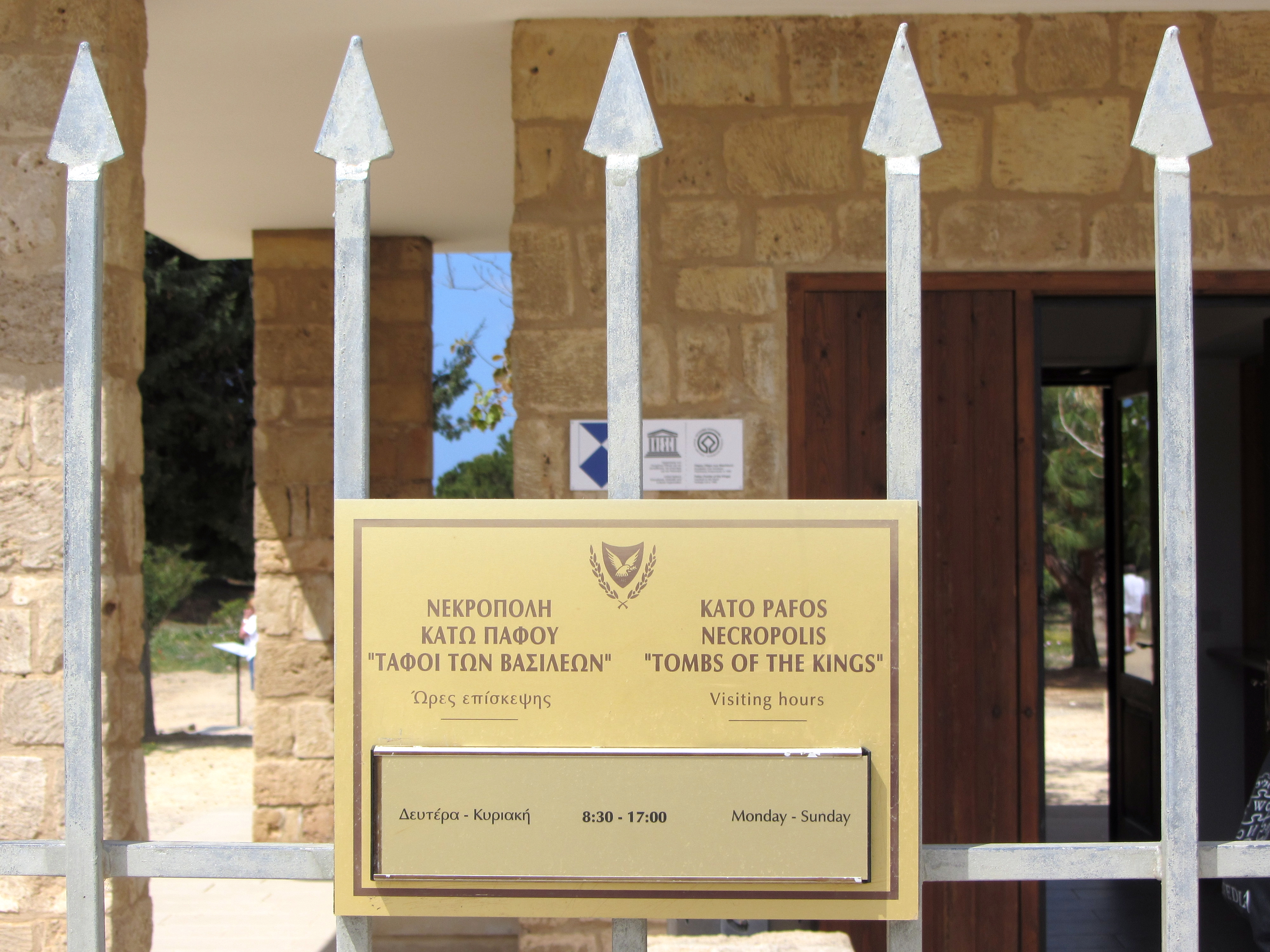
Entrada del yacimiento arqueológico (2014).

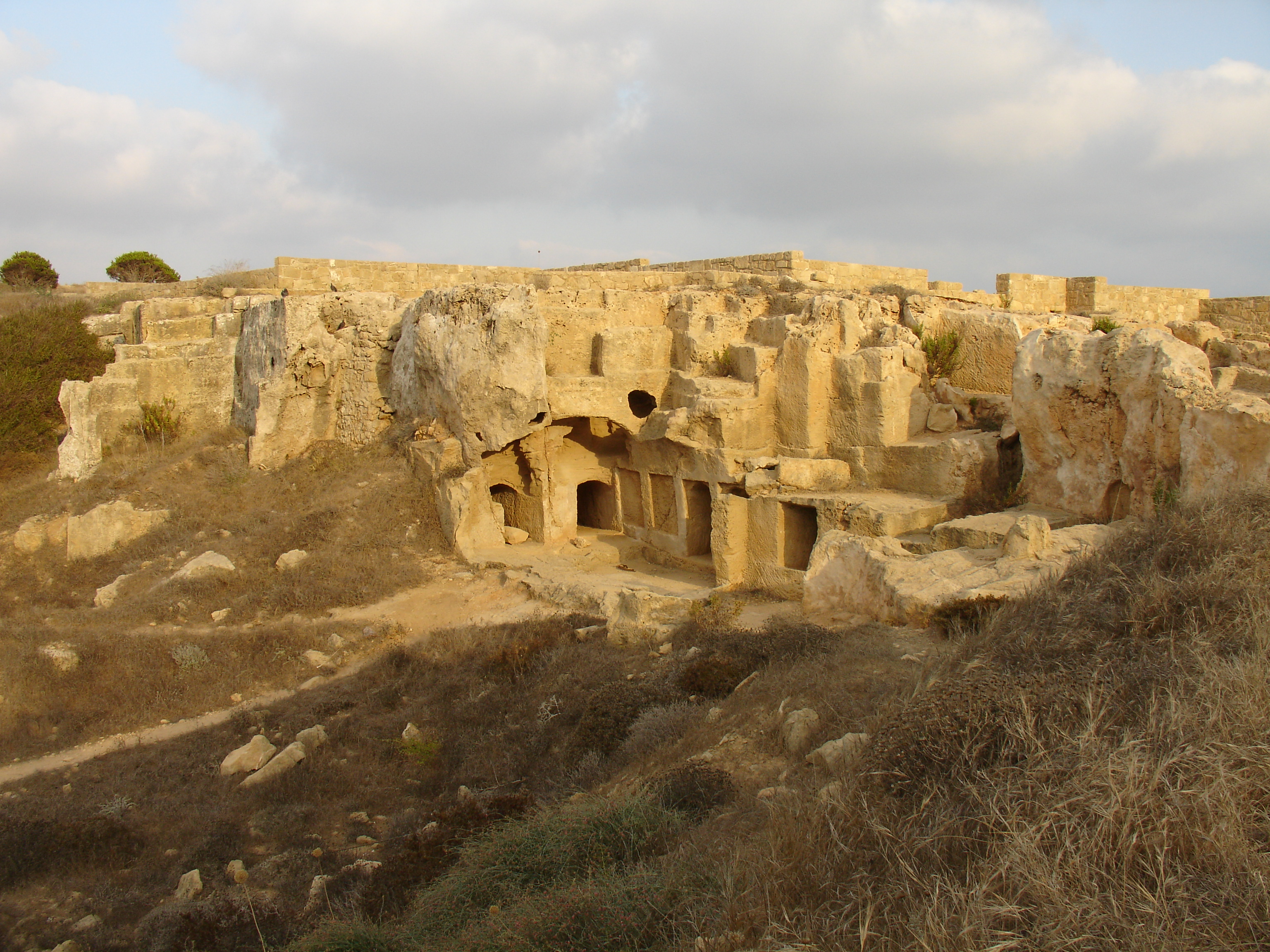
Vista del complejo (2006).

Las Tumbas de los reyes son una necrópolis en la costa oeste de Chipre entre Ktima y Kato Pafos. La denominación se acuñó en el segundo cuarto del siglo XX a raíz de la de impresión que causaba el gran tamaño de las tumbas excavadas en la roca. Dicha denominación no se ajusta a la realidad (no son tumbas de reyes), dado que en los tiempos de Ptolomeo (294–58 a. C.), bajo cuyo dominio de la isla se construyeron las tumbas, hacia tiempo que ya no existían el reino de Chipre. Provienen del siglo III a. C. y muestran la riqueza y prosperidad de los habitantes, siguiendo el estilo del Antiguo Egipto. Las grandes tumbas excavadas en la roca se utilizaron para dar sepultura a los funcionarios de la administración ptolemaica o para sus jefes de Estado.
Se llevaron a cabo enterramientos en la necrópolis hasta el siglo III y el lugar sirvió de refugio a los primeros cristianos durante su persecución. Durante la Edad Media hubo asentamientos de personas que ocuparon el recinto y modificarón la arquitectura original.
La Unesco declaró en 1980 las ruinas de Nea Pafos, a las que pertenecen las tumbas, patrimonio de la Humanidad.

## Historia de las excavaciones y de las investigaciones

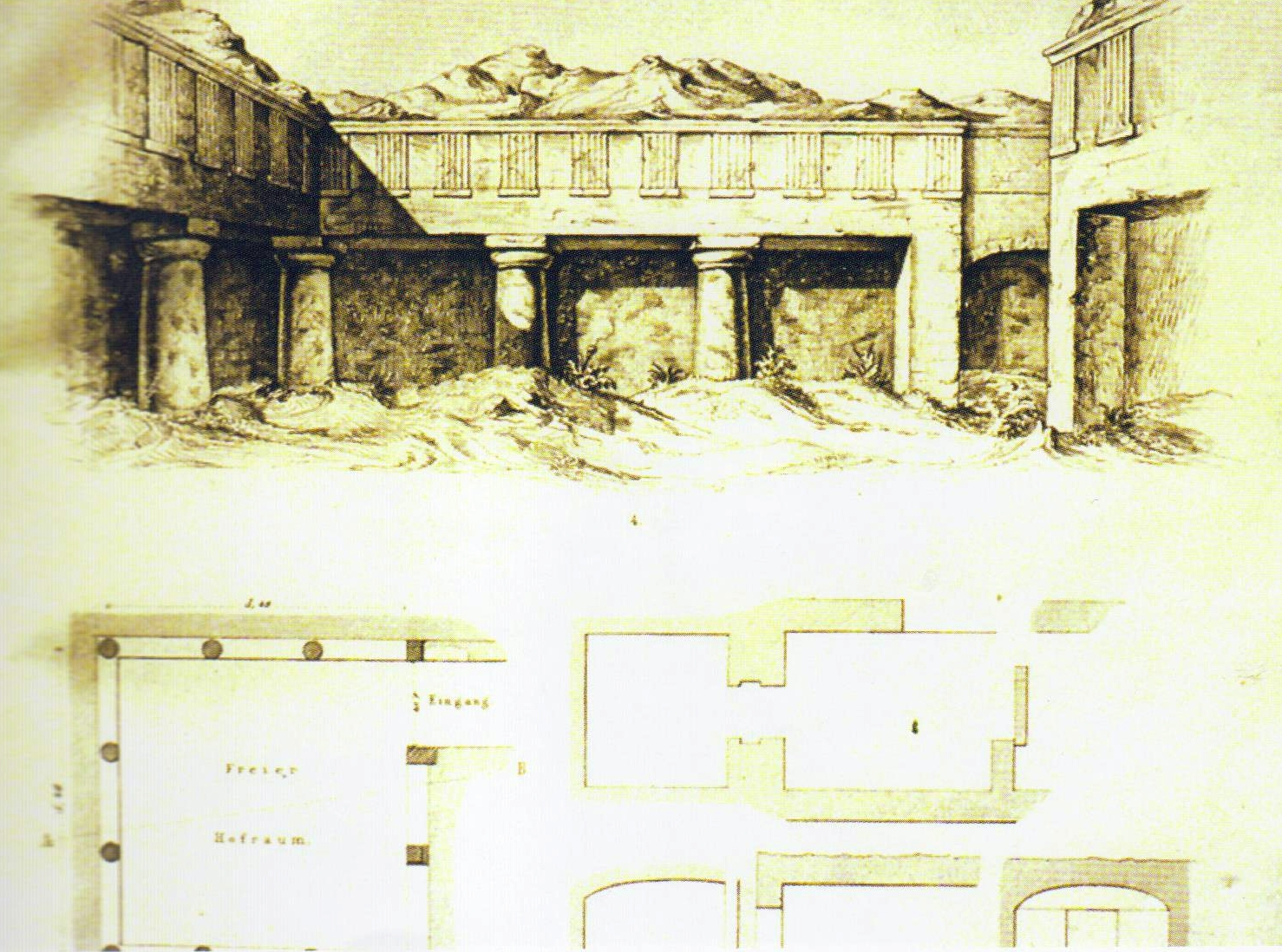
Ilustración del arqueólogo Ludwig Ross (1845).

El viajero inglés Richard Pococke fue en 1738 el primero que describió la zona de la necrópolis. En 1800 el orientalista Joseph von Hammer-Purgstall recorrió Pafos y Paphos confeccionó una descripción prestando especial atención al peristilo. Seis años más tarde el aventurero español Domingo Badía visita Pafos dejando constancia por escrito de los detalles de su visita. Es con Ludwig Ross en 1845 que se elaboran los primeros dibujos de las tumbas, llevados a cabo por un especialista.
El ladrón de tumbas y cazatesoros Luigi Palma di Cesnola, por aquel entonces cónsul de Estados Unidos en Chipre, comenzó en 1870 la excavación de este sitio. 45 años más tarde, en 1915, se llevaron a cabo las primeras excavaciones siguiendo criterios científicos, bajo la dirección de Menelaos Markidis, el conservador del Museo de Chipre. Antes de eso los arqueólogos Edmond Pottier (1878) y Wilhelm Dörpfeld junto con Max Ohnefalsch-Richter (1890) visitaron y describieron las ruinas. Dörpfeld realizó fotografías para el Instituto Arqueológico Alemán de Atenas.
En 1937 presos trabajaron las labores de limpieza de las tumbas más grandes. Estos quedaron interrumpidos durante la Segunda Guerra Mundial y fueron reanudados de 1945 a 1952. Tras la ocupación del norte d Chipre por Turquía y la división política consiguiente, comienza en 1977 bajo la dirección de Sophokles Hadjisavvas su excavación sistemática con el objetivo de profundizar en el conocimiento de las costumbres funerarias durante el período helenístico y la apertura del sitio al turismo cultural. En 1990 se interrumpieron las obras de conservación y restauración de las rocas. Las labores de conservación y reconstrucción seguían en marcha todavía en 2012.

## Arquitectura

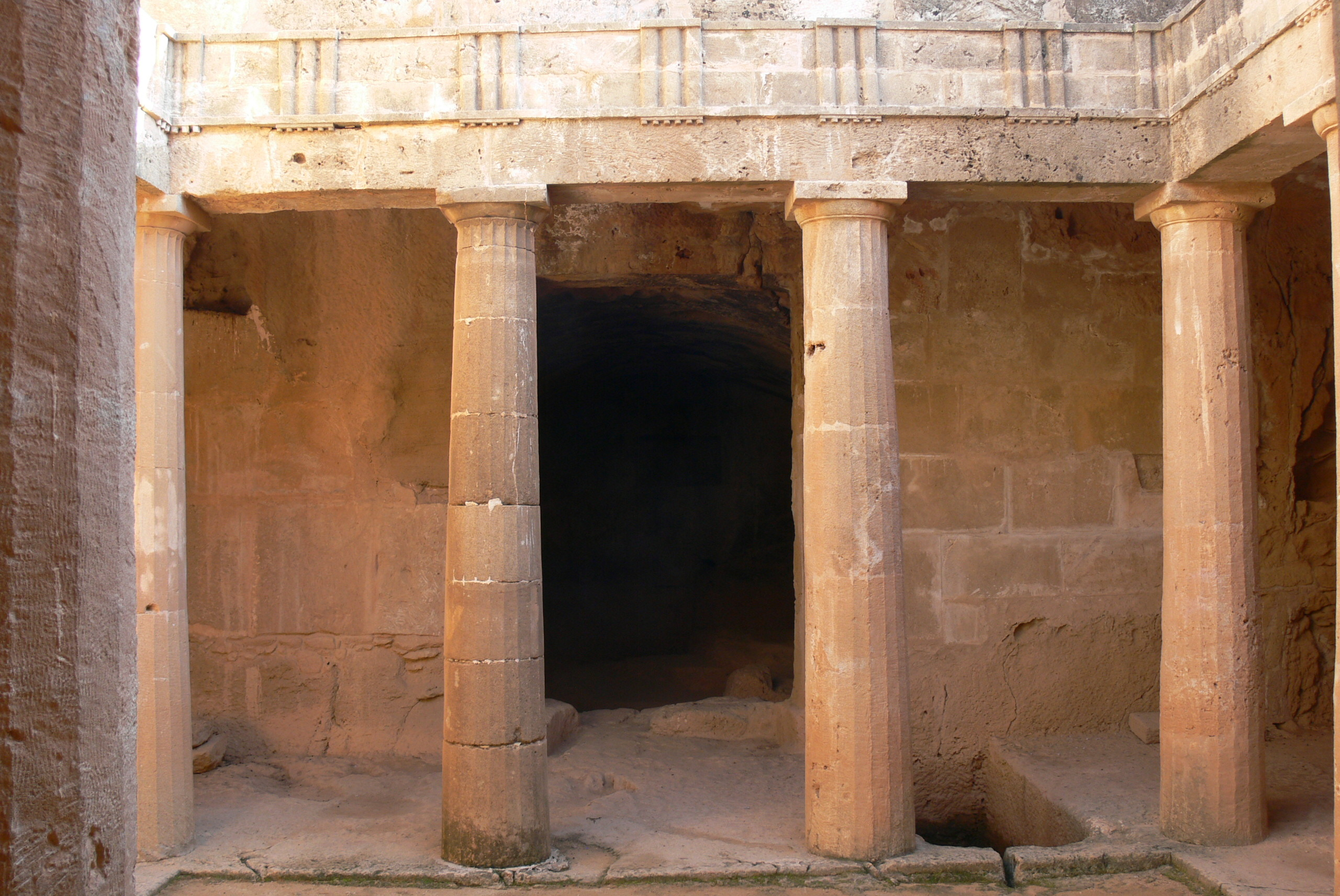
Tumba 3: Columnas dóricas con arquitravas y triglifos (2011).

Las tumbas de la necrópolis están hechas de piedra caliza. Se presentan tanto en forma de tumba de fosa, de tumba de cámara o incluso de  tumba de atrio. Presentan formas y motivos arquitectónicos griegos. Los peldaños del dromos conducen al recinto funerario en una sala cuadrada, de las que parten oquedades con forma de túnel (lóculos), y en las tumbas del atrio a un patio interior con peristilo. Del peristilo parten de nuevo entradas en las antecámaras, de las que parten cámaras funerarias individuales o interconectadas entre ellas. Las tumbas estaban previstas para enterramientos múltiples. Las columnas cuadradas o de orden dórico, talladas en el lecho rocoso, reposan sobre vigas horizontales o arquitrabes formados por una única pieza. Las metopas y los triglifos de los frisos y que están horadados en la piedra conforman la parte superior. Las oquedades en la parte superior de las vigas debieron de servir de soporte para cubrimientos.
Las tumbas de tipo peristilo junto con las tumbas de cámara parcialmente superficiales cercanas a la entrada difieren de aquella sitiada más allá del centro del complejo. Se erige como un enorme bloque en el centro del patio excavado en la roca y se asemeja más a öa „necrópolis de Mustafa Pasha“ en Alejandría. Un complejo funerario en la necrópolis del norte de descubierto en el año 1983 y que hasta ahora se consideraba único. Aquí desemboca un dromos escalonado de 20 metros en el persitilo. Como en algunas otras dispone esta tumba de ricos adornos de estuco. Se da aquí por supuesto la relación  con Alejandría, aunque las tumbas macedonias fueran la referencia. Estas cámaras ya habían sido probablemente saqueadas en tiempos de la Antigua Roma. Restos de cruces apuntan a su reutilización en época paleocristiana.

## Hallazgos arqueológicos
En las tumbas se encontraron entre otros objetos: cerámicas del siglo III a. C., tales como ánforas, ungüentarios y lámparas, joyas de oro, hojas de mirto de oro, una Píxide del marfil así como monedas del siglo II a. C. y de la época en la que Cleopatra Selene I nació. Un gran número de artefactos se encuentran en el Museo Arqueológico de Pafos. El hallazgo de un horno de alfarería de la Edad Media y la modificación de la tumba 5 mediante el cierre del atrio apuntan a una utilización secular como viviendas.

## Ajuares funerarios

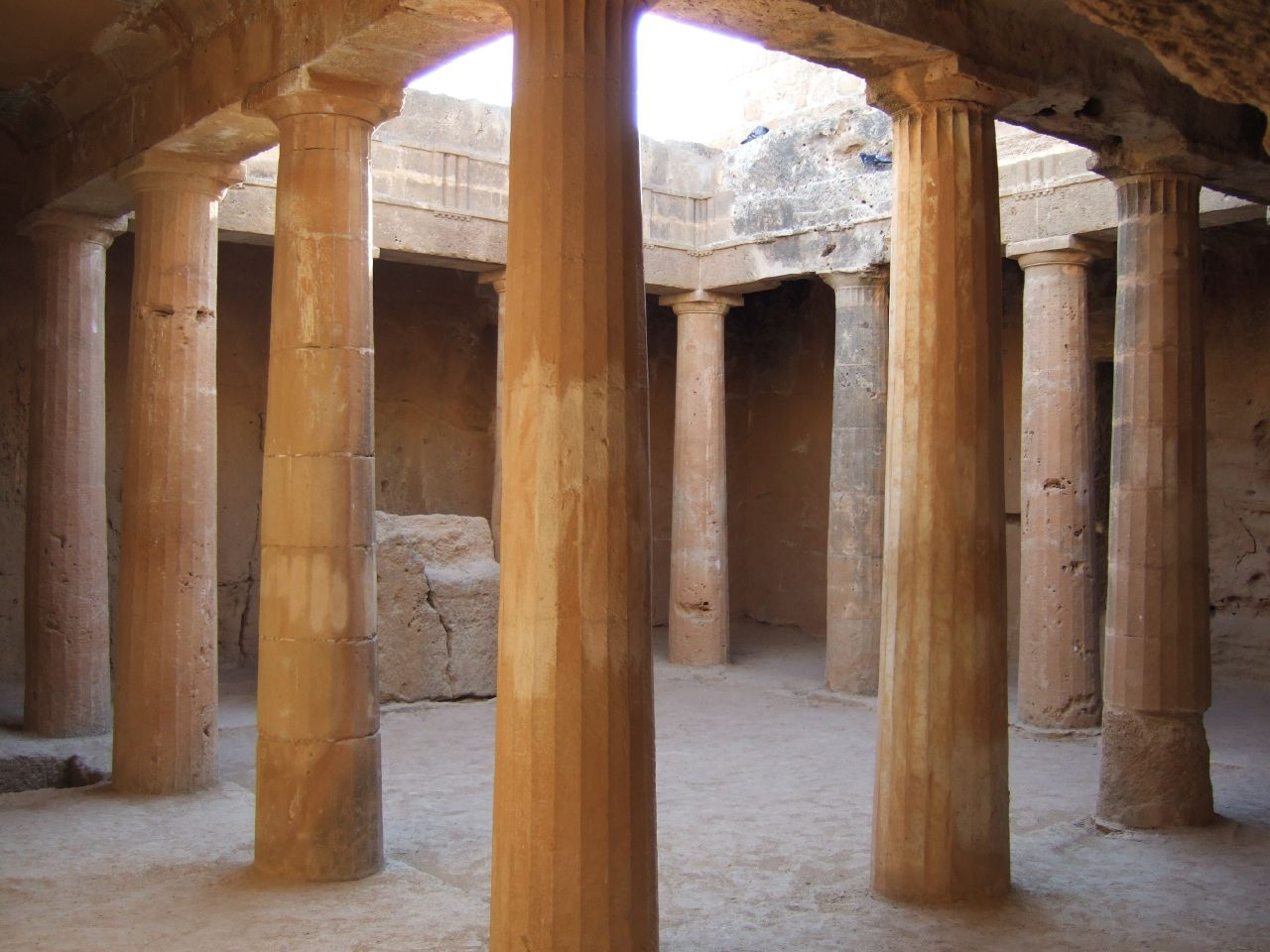
pilares en Pafos.

A raíz de las investigaciones llevadas hasta el momento, se puede concluir que cada familia poseía una tumba propia, en la que se pueden encontrar sepulcros de distintos tipos, un procedimiento también observado en el cementerio de Cerámico. Los grupos de tumbas más grandes estaban provistos de cisternas; se trataba e agua potable destinada a la purificación. A los difuntos se les entregaban en piras ajuares funerarios tales como aves, huevos y frutas.

## Fotos

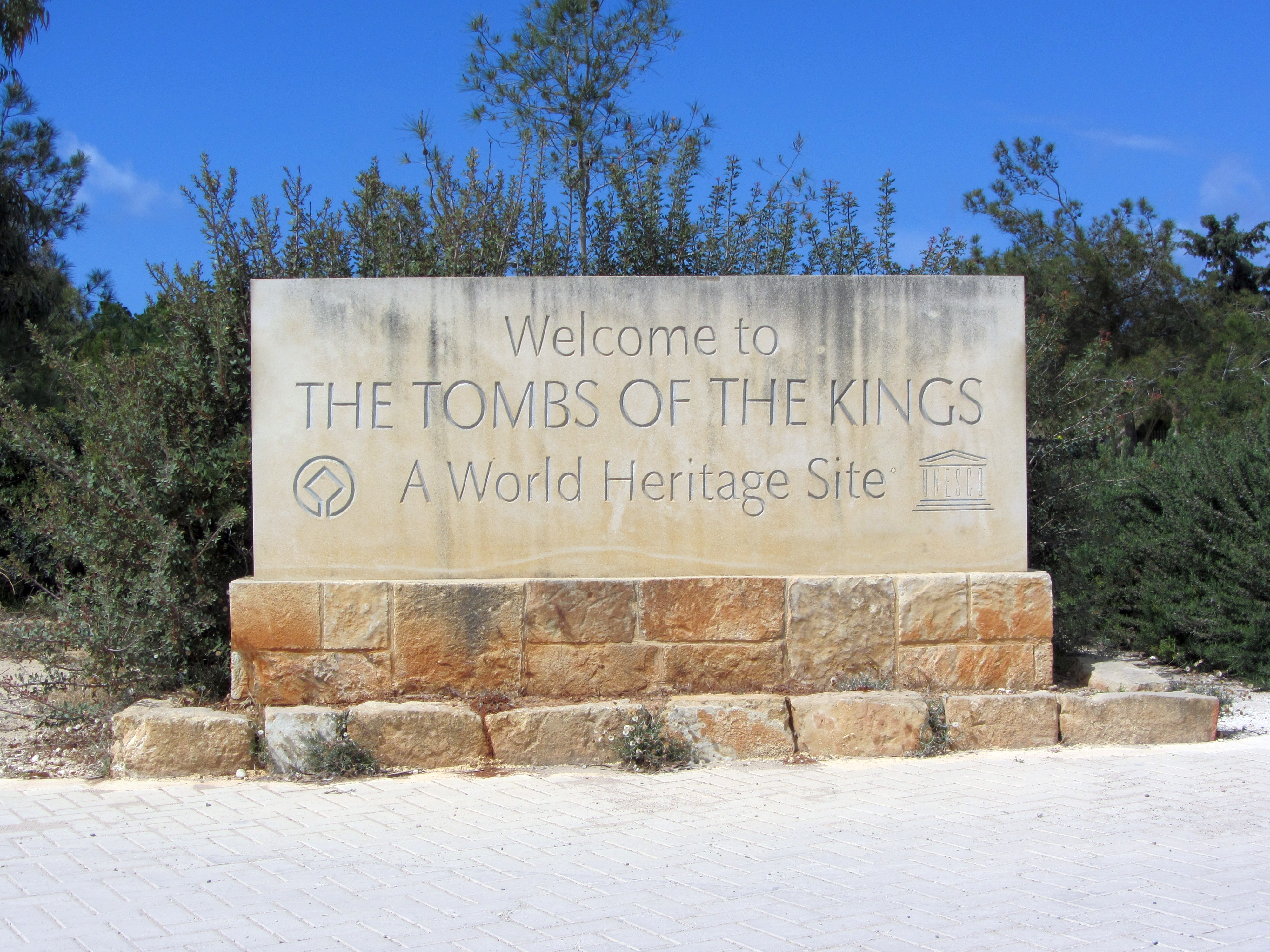
Cartel de la Unesco (2014)
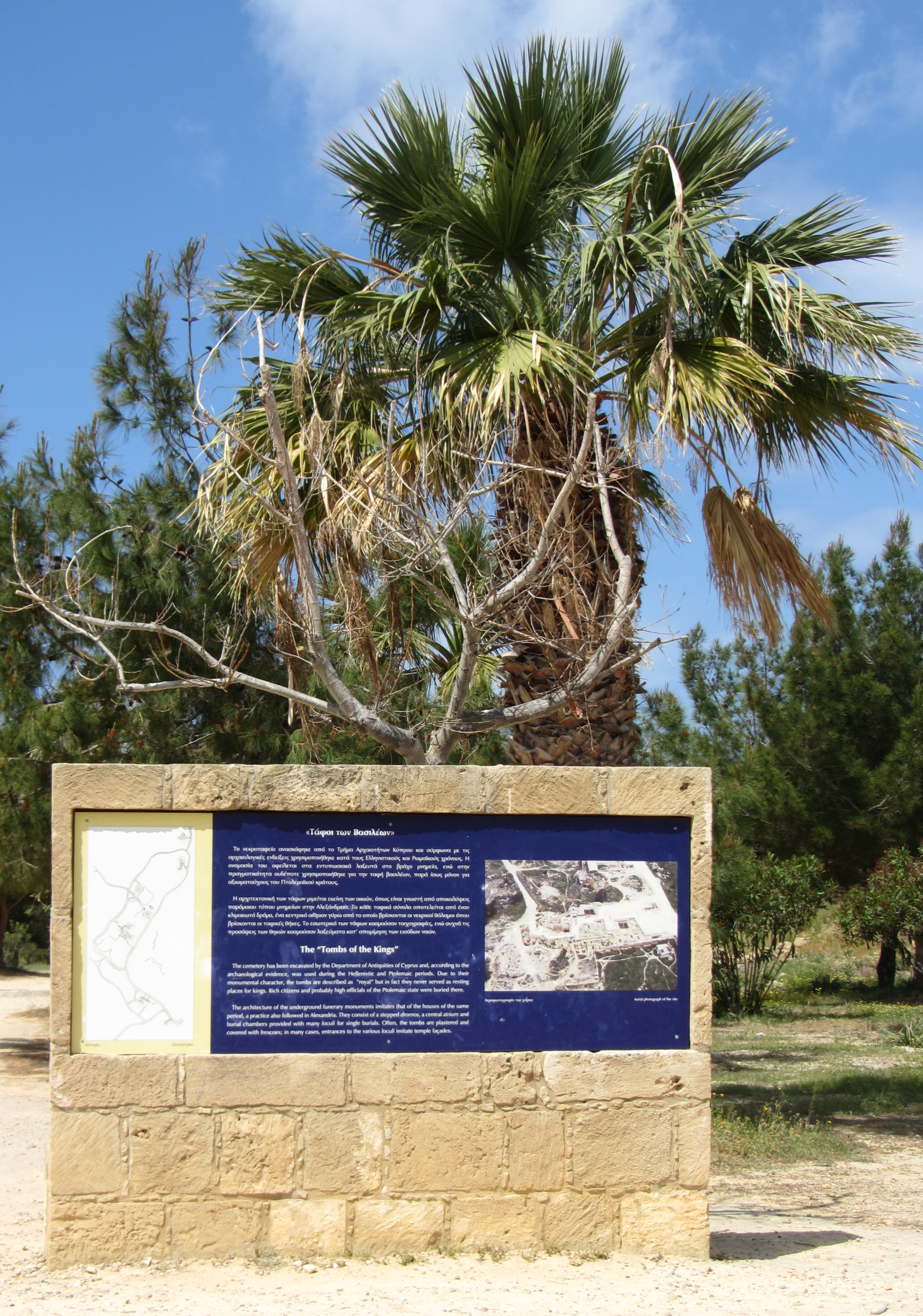
Panel informativo (2014)
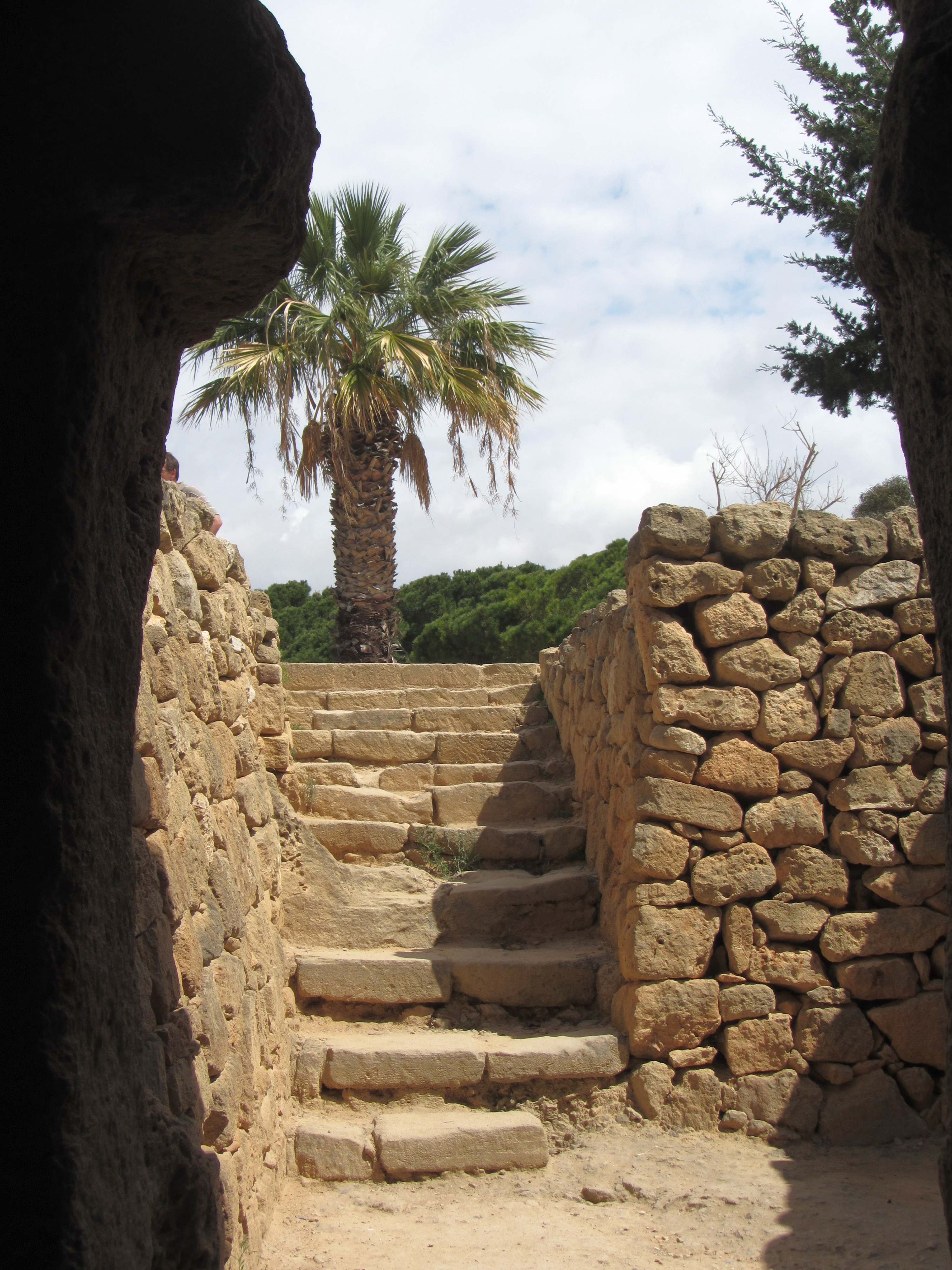
Tumba 1, Dromos (2014)
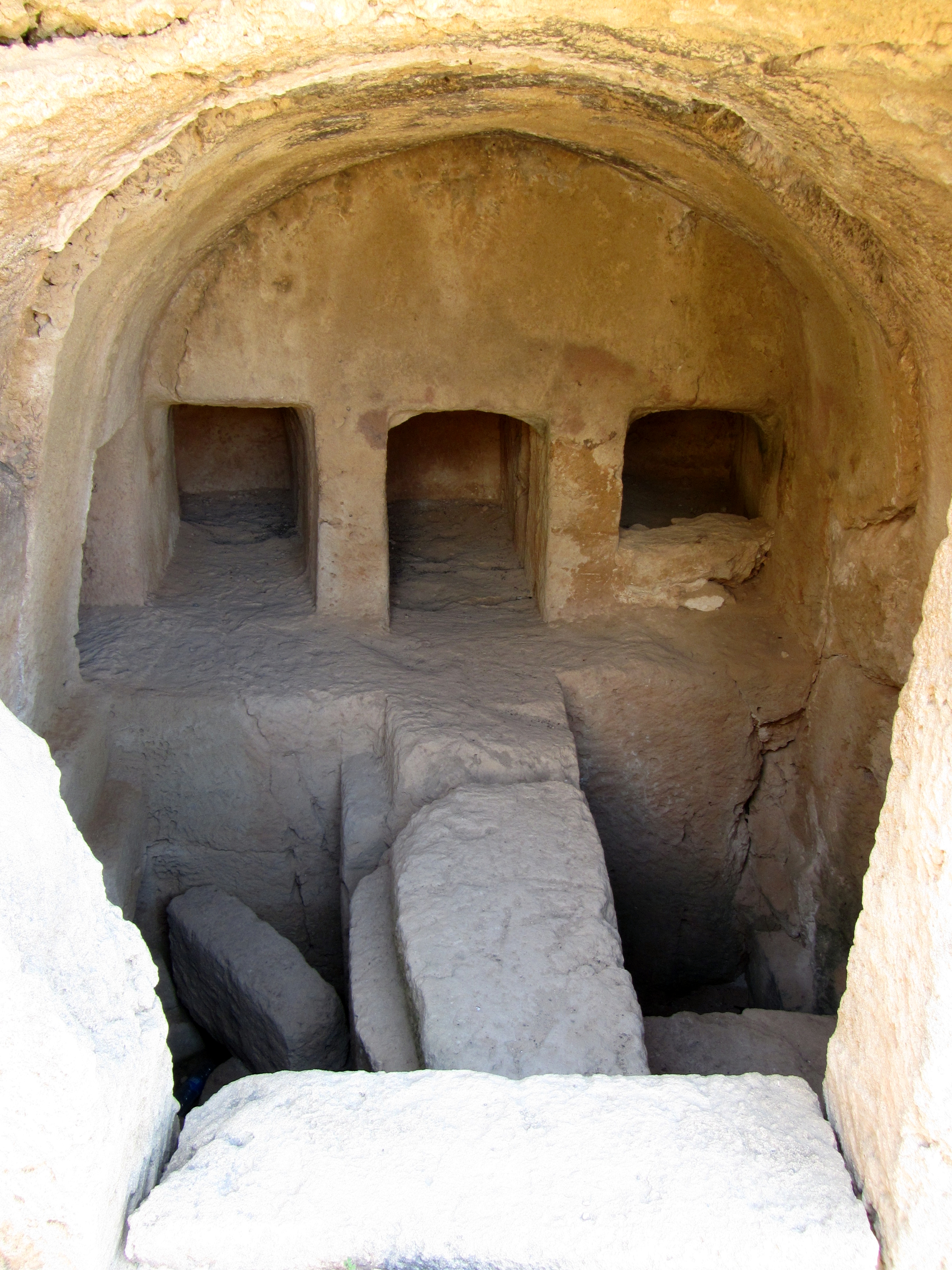
Tumba 2, Nicho funerario (2014)
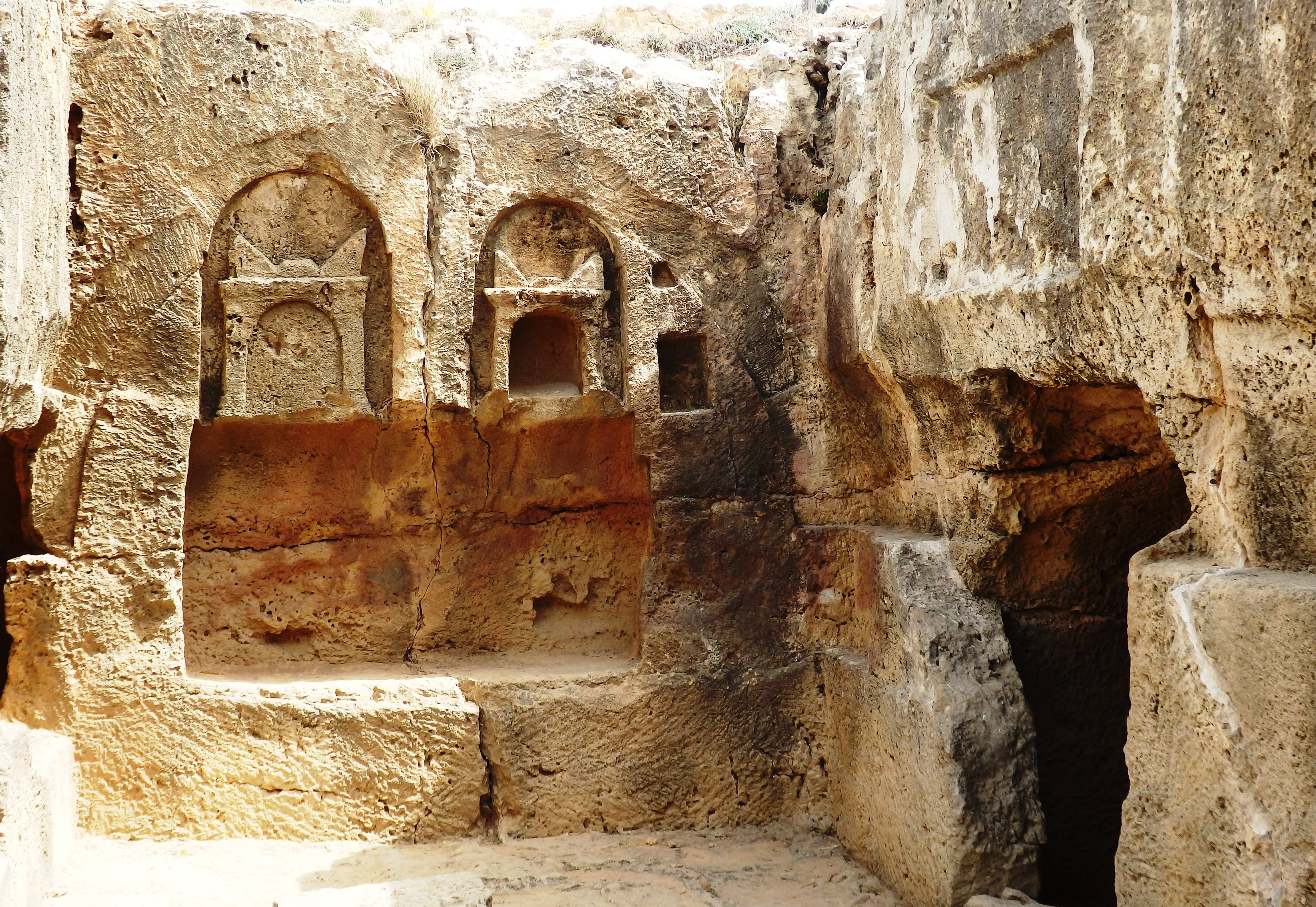
Nicho para ofrendas en el lado norte de la tumba 2
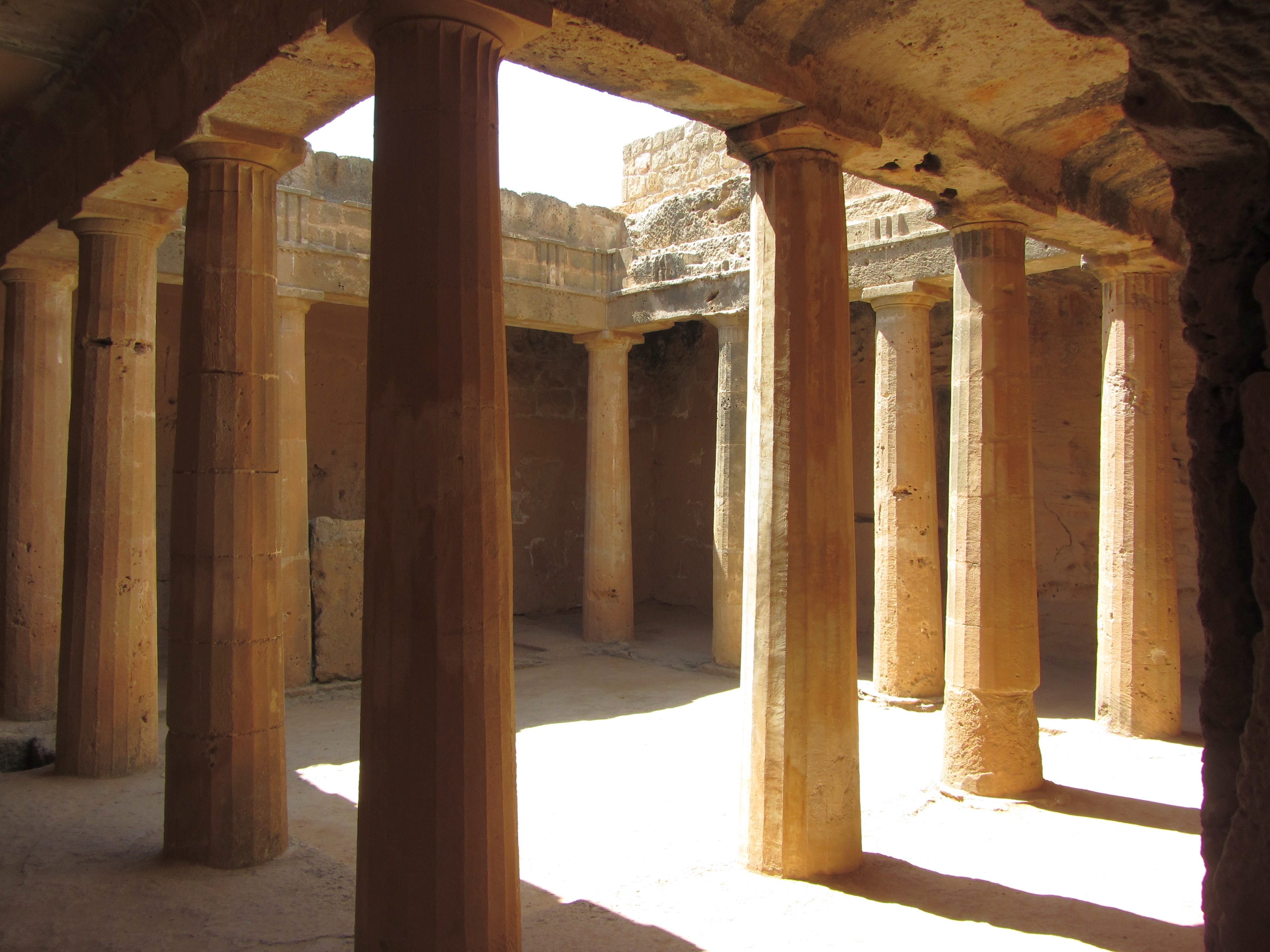
Interior de la tumba 3, peristilo (2014)
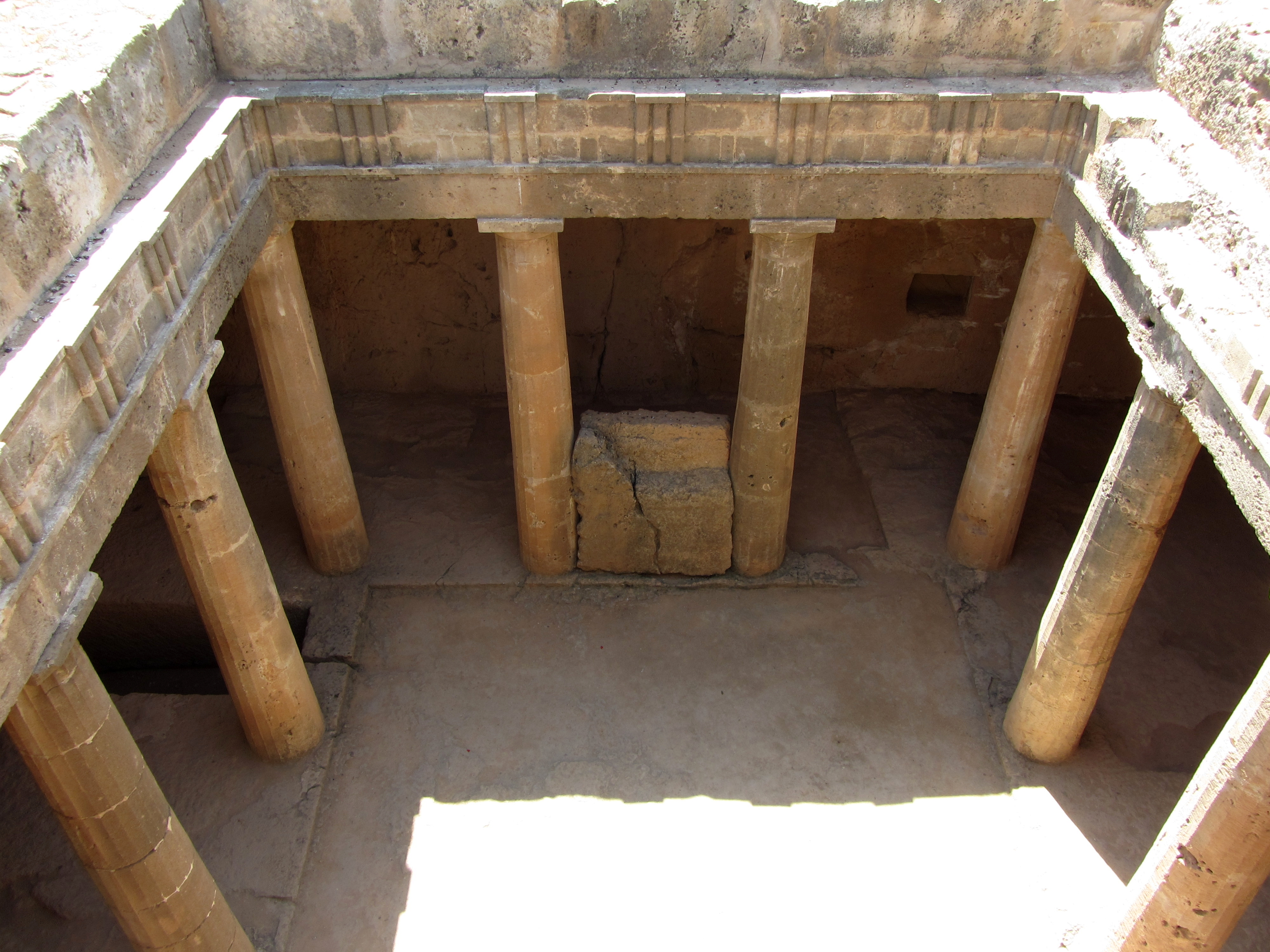
Tumba 3, peristilo visto desde arriba (2014)
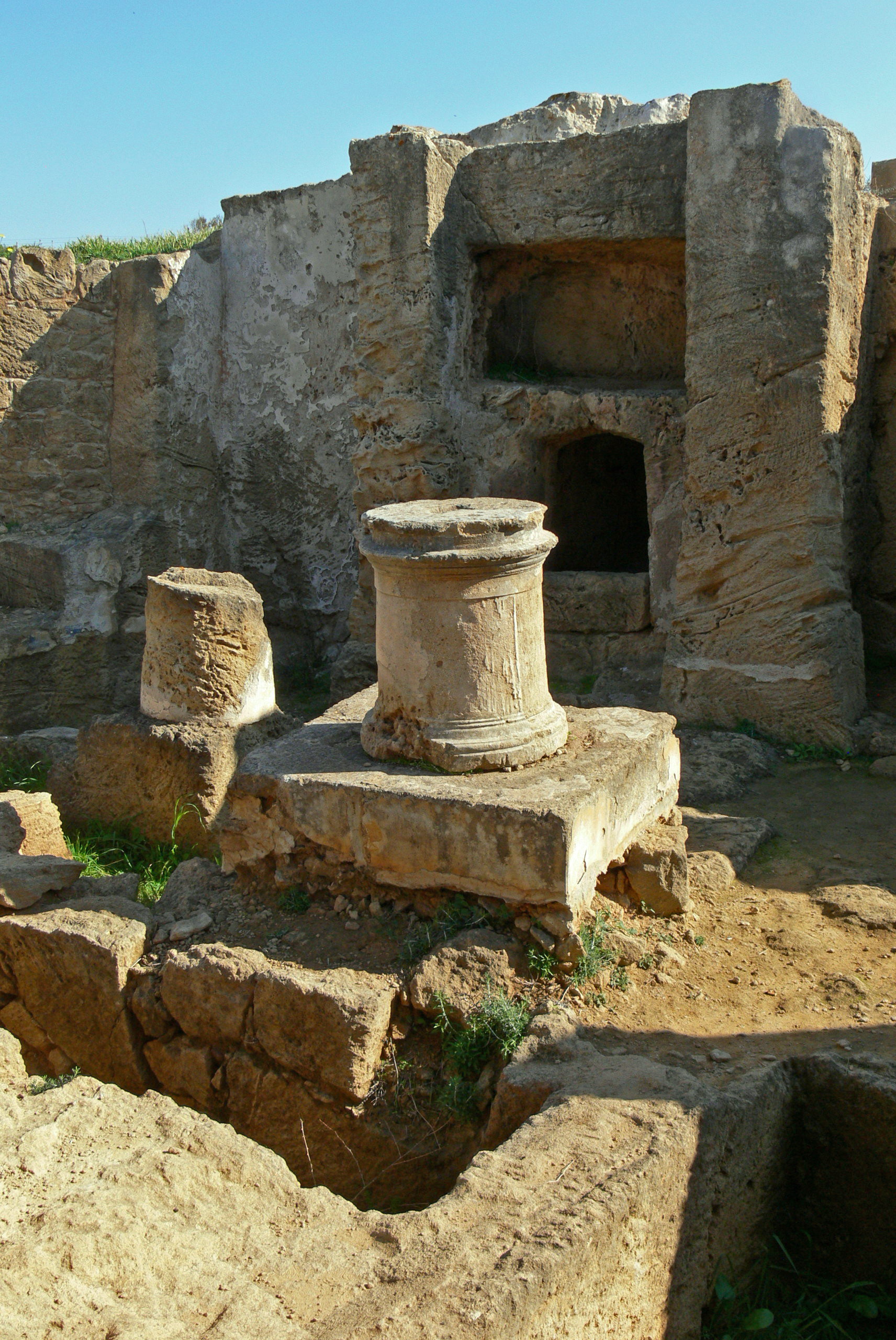
Tumba 6, Cipo funerario en el centro del atrio[14] (2011)
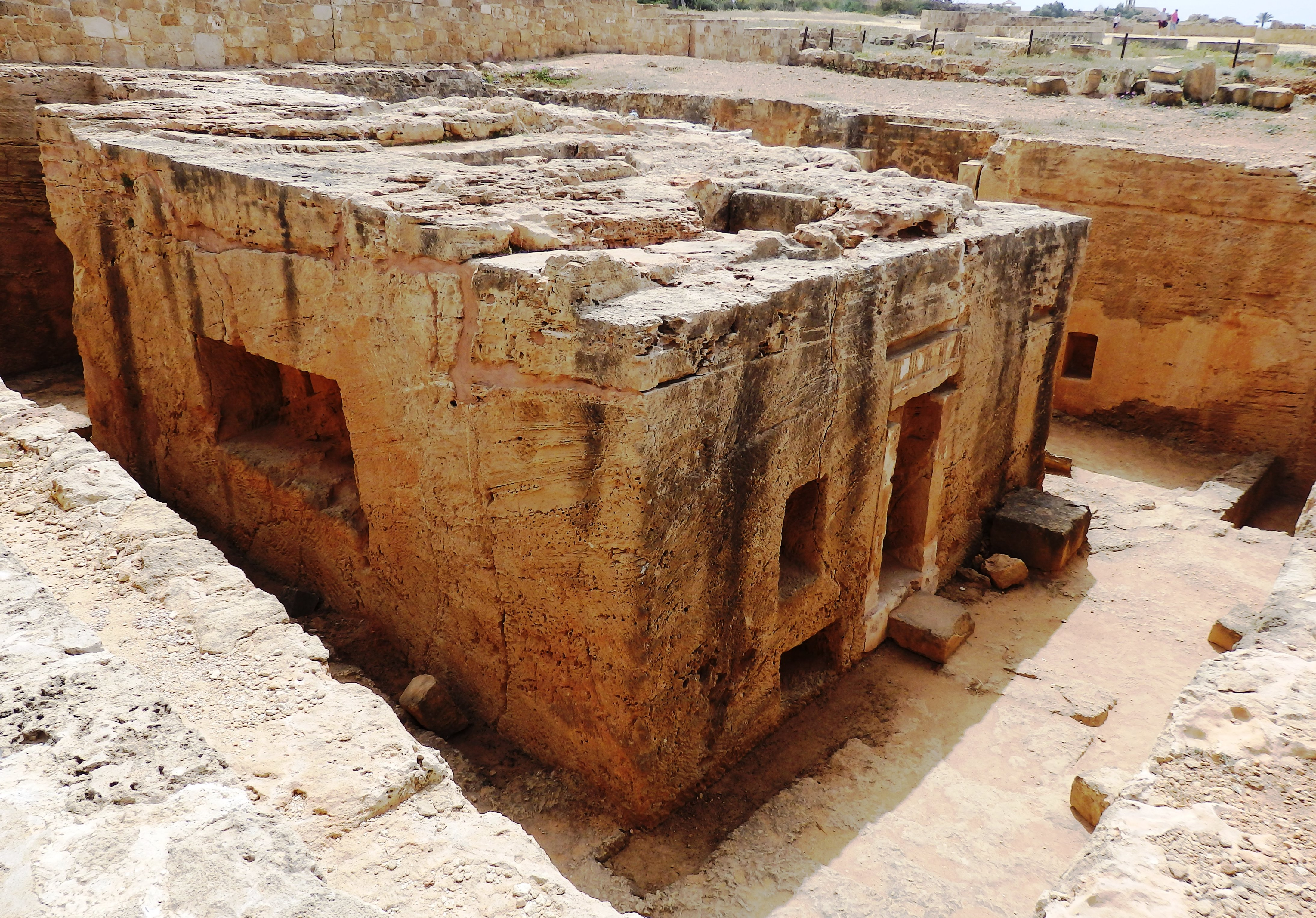
Tumba 8 desde arriba
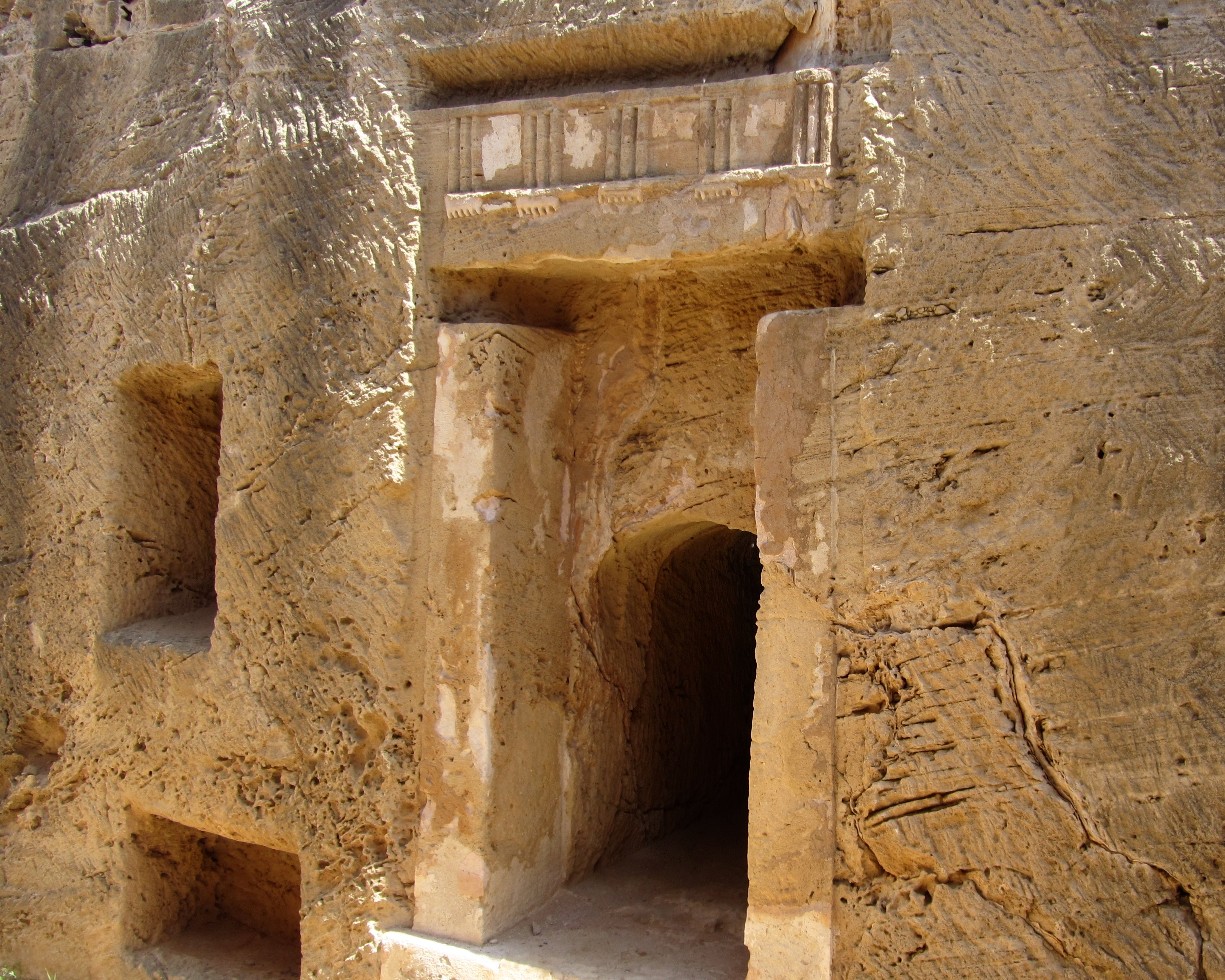
Tumba 8, nicho funerario con portal (2014)